# August Fabritius
August Fabritius (n. 1857 - d. 1945) a fost un oculist din Transilvania, de origine sas, organizator al Spitalului de boli de ochi din Brașov. Cunoscut printr-un procedeu personal de operație a cataractei.